# Amaryllis paradisicola
Amaryllis paradisicola Snijman, 1998 é uma espécie de geófito bolboso perene nativo da África do Sul. A espécie foi descrita por Deirdre A. Snijman, em 1998, num artigo publicado no periódico Bothalia. Com a espécie Amaryllis belladonna, também nativa da África do Sul, integra o género Amaryllis, até aí considerado monotípico.

## Descrição
Amaryllis paradisicola floresce em Abril, produzindo uma inflorescência constituída por 10–21 flores com odor a Narcissus, arranjadas em anel. As flores jovens exibem coloração rosa-avermelhado, escurecendo com o tempo. Apresenta folhas mais largas que A. belladonna, estames mais longos e um estigma trífido mais profundamente dividido.

## Distribuição
Apenas se conhece uma única população silvestre de Amaryllis paradisicola, composta por menos de 1000 espécimes, instalada em falésias ombrosas de quartzito no interior do Parque Nacional de Richtersveld (Richtersveld National Park), próximo da cidade de Vioolsdrif, Northern Cape. A região é muito mais seca e fresca do que o território de distribuição natural de A. belladonna no Cabo Ocidental. Apesar de ocorrer numa área protegida, A. paradisicola é  considerada uma espécie vulnerável e está incluída na Lista Vermelha das Plantas da África do Sul (Red List of South African Plants) devido ao potencial efeito dos danos infligidos por babuínos.